# Pacte de silenci
Pacte de silenci (en anglès original, The Company You Keep) és una pel·lícula nord-americana, un thriller de 2012 dirigida i protagonitzada per Robert Redford. Altres protagonistes són Shia LaBeouf, Julie Christie i Susan Sarandon.
El títol original es pot traduir literalment com "La companyia que mantens" i de manera figurativa, "Digues-me amb qui camines", relacionat amb un refrany en anglès anàleg al famós: "Digues-me amb qui vas, i et diré qui ets". Amb un pressupost d'uns 2 milions de dòlars, va ingressar 5,1 milions de dòlars als Estats Units i al Canadà, i les vendes exteriors van arribar als 14,5 milions de dòlars.

## Argument
Jim Grant és un advocat i un pare solter que viu als afores d'Albany (Nova York) amb la seva filla. La seva vida canvia quan un periodista anomenat Ben Shepard desvela la seva veritable identitat com un antic activista dels anys 70, pròfug de la justícia i acusat d'assassinat. Amb l'FBI perseguint-ho, Jim buscarà per tot el país a la persona que el pot ajudar a demostrar la seva innocència.

## Repartiment
- Robert Redford com a Jim Grant/Nick Sloan
- Shia LaBeouf com a Ben Shepard
- Julie Christie com a Mimi Lurie
- Susan Sarandon com a Sharon Solarz
- Jackie Evancho com a Isabel Grant
- Brendan Gleeson com a Henry Osborne
- Brit Marling com a Rebecca Osborne
- Anna Kendrick com a Diana
- Terrence Howard com a Cornelius
- Richard Jenkins com a Jed Lewis
- Nick Nolte com a Donal Fitzgerald
- Sam Elliott com a Mac Mcleod
- Stephen Root com a Billy Cusimano
- Stanley Tucci com a Ray Fuller
- Chris Cooper com a Daniel Sloan
- Keegan Connor Tracy com a la secretària de Jim Grant